# Diospyros caudisepala
Diospyros caudisepala är en tvåhjärtbladig växtart som beskrevs av Bakh. Diospyros caudisepala ingår i släktet Diospyros och familjen Ebenaceae. Inga underarter finns listade i Catalogue of Life.